# Широтная магистраль скоростного движения
Широ́тная магистра́ль скоростно́го движе́ния (также ШМСД, скоростно́й диа́метр — ВСД, Восто́чный скоростно́й ра́диус, Восто́чная хо́рда, Восто́чный ра́диус) — строящаяся автомобильная дорога в Санкт-Петербурге и Ленинградской области.
Шестиполосная ШМСД общей протяжённостью 27,4 километра начнётся от Западного скоростного диаметра (ЗСД) и пройдёт внутри промышленного пояса южной планировочной зоны вдоль северного железнодорожного полукольца до примыкания к кольцевой автомобильной дороге (КАД) севернее города Кудрово (Ленинградская область), далее проследует до пересечения с Мурманским шоссе (федеральная трасса «Кола»).

## История

### Трассировка трассы
В конце 2016 года была оглашена предположительная трассировка: развязка с Западным скоростным диаметром у железнодорожной станции Броневая — полоса отвода Окружной железной дороги — развязка с Софийской улицей — развязка с улицей Седова — полоса отвода Окружной железной дороги — мост через реку Неву в створе Фаянсовой и Зольной улиц (вдоль Финляндского железнодорожного моста — развязка у Ладожского вокзала — полоса отвода железной дороги — улица Кржижановского — развязка с Кольцевой автомобильной дорогой.
В феврале и марте 2017 года в Санкт-Петербурге состоялись общественные слушания, касающиеся изменений Генерального плана Санкт-Петербурга, в соответствии с которыми трассировка автомобильной дороги изменялась: в частности, у Ладожского вокзала автодорогу предлагалось провести вдоль улицы Ванеева и улицы Ворошилова. Эти изменения вызвали недовольство жителей жилого комплекса «Ладожский парк», расположенного у улицы Ворошилова, так как автодорога в новом варианте будет проходить рядом с домами. Несогласие с новой трассировкой выразили также жители Красногвардейского района, которые потребовали изменить проект трассы рядом с жилыми домами в створе Хасанской улицы.
Представители городской администрации объяснили необходимость изменения трассировки невозможностью проведения дороги по территории колонии строгого режима № 7. Также первоначальному варианту мешает асфальтобетонный завод «Магистраль».
Однако в конце марта 2017 года была оглашена информации о возможном прохождении трассы через территорию колонии строгого режима № 7 либо в туннеле, либо на высокой эстакаде.
В апреле 2017 года на итоговом заседании комиссии по изменениям Генплана Санкт-Петербурга был представлен вариант, согласно которому с улицы Ванеева ШМСД вильнёт[неизвестный термин] левее, далеко отступит от улицы Ворошилова, пройдёт максимально близко к железной дороге, вдоль которой продолжится до улицы Коммуны.

### История проекта
6 марта 2017 года были объявлены конкурсы на разработку проектов планировки двух участков: от примыкания к Западному скоростному диаметру до пересечения с Витебским проспектом, включая транспортный узел на Витебском проспекте и от транспортного узла на пересечении с Витебским проспектом до пересечения с Союзным проспектом.
По результатам конкурса весной 2017 года город определил проектировщика первых двух частей магистрали, которым стало АО «Институт «Стройпроект».
Проектирование началось в апреле 2017 года, были утверждены бюджеты первого и второго этапов трассы — по 32 млн руб за каждый.
22 ноября 2017 года был объявлен конкурс на проектирование третьей очереди, при этом были учтены результаты общественных слушаний.
В конце 2018 года Ленинградская область утвердила проект четвёртого и пятого этапов ШМСД, согласно которому четвёртый пройдёт по территории деревни Заневка и городу Кудрово, пятый — по поселку при станции Мяглово и деревне Новосергиевка. 5-километровый четырёхполосный участок шестого этапа ШМСД пройдет по территории деревни Заневка, поселка Янино-1, а также поселка при железнодорожной станции Пятый километр. В дальнейшем эту часть дороги планировалось подключить к новому подъезду к городу Всеволожск. Шестой этап строительства утверждён в 2019 году.
Широтная магистраль будет иметь шесть полос для движения автотранспорта, по три полосы в каждую сторону, на ней предусмотрено строительство 10 транспортных развязок. Общая протяжённость трассы составит 27,4 км. в том числе 14,2 км — по территории Санкт-Петербурга и 8,2 км — по территории Ленинградской области.
План строительства ШМСД:
- 1-й этап — Витебская развязка от южного участка ЗСД в районе Благодатной улицы до Витебского проспекта. Протяжённость участка 2,6 км.
- 2-й этап — участок от Витебского проспекта до Союзного проспекта с мостом через Неву и путепроводом через железнодорожные пути Ладожского вокзала. Протяжённость участка 7,7 км. Эта развязка относится к самому дорогостоящему этапу ШМСД, стоимостью более чем в 80 млрд.[14]Трасса пройдёт от Витебского проспекта до Софийской ул. и от Софийской до Глухоозерского шоссе в районе Смоляной улицы. Далее — от Глухоозерского шоссе до Союзного проспекта, через Неву предусмотрено строительство разводного моста в створе Фаянсовой и Зольной улиц.
- 3-й этап — участок от Союзного пр. до ул. Коммуны.
- 4-й этап — участок от ул. Коммуны до КАД в районе Кудрово.
- 5-й этап — участок от КАД до Мурманского шоссе
- 6-й этап — участок от ул. Коммуны до Колтушского шоссе.

По информации на август 2019 года стоимость реализации проекта оценивалась в 160 млрд руб, планировалось завершить проектирование всех участков трассы в 2019 году, а строительство в 2021 году с окончанием до 2025.
К ноябрю 2020 года была одобрена проектно-сметная документация ШМСД. На строительство первого этапа ШМСД правительство России выделило из федерального бюджета 1 млрд рублей.
Первый этап ШМСД был открыт в декабре 2024 года. Строительство второго, третьего и четвёртого этапов ШМСД оценивается в 241 млрд рублей.. В 2024 году было принято решение о выделении дополнительных 90 млрд рублей из федерального бюджета на строительство второго, третьего и четвёртого этапов.. Финансирование проекта рассчитано до завершения строительства в 2031 году.

## Строительство
ШМСД условно разделена на 6 этапов, два из которых ещё не спроектированы — 5-й и 6-й этапы (5-й этап — примыкание к Мурманскому шоссе, 6-й этап — соединение с посёлком Янино).

### Первый участок ШМСД (Витебская развязка)
Строительство данного участка началось 24 марта 2021 года.
Он соединяет ШМСД с ЗСД и Витебским проспектом. Также в планах построить съезды на Новоизмайловский проспект, а также построить въезд с Корпусного проезда.
27 марта 2021 полностью расчищена площадка под строительство 1-го этапа ШМСД.
С 21 сентября началась установка будущих бетонных опор по всему участку 1-го этапа ШМСД.
В апреле 2022 начался монтаж металлоконструкций на бетонные опоры вблизи развязки с ЗСД.
В декабре 2022 началась установка металлоконструкций над ЗСД.Также в этот период началось строительство нового путепровода Воздухоплавательной улицы над ж/д путями.
В январе 2023 начался монтаж металлоконструкций над Воздухоплавательной улицей для последующего строительства съезда с ШМСД.
В сентябре 2023 практически полностью было закончено строительство нового путепровода Воздухоплавательной улицы.
В январе 2024 года была начата установка металлоконструкций над Московским проспектом. Также был открыт новый мост для Воздухоплавательной улицы — старый снесут, а потом возведут снова чтобы организовать на нем заезд на ШМСД.
В феврале 2024 была закончена установка металлоконструкций будущего двухуровневого путепровода над Московским проспектом.
18 марта 2024 была практически полностью завершена надвижка пролётного строения на участке, примыкающем к Западному скоростному диаметру.
22 декабря 2024 года состоялась торжественная церемония открытия движения на участке от ЗСД до Витебского проспекта, в которой приняли участие президент России Владимир Путин (по видеосвязи), губернатор Санкт-Петербурга Александр Беглов, председатель Законодательного собрания Санкт-Петербурга Александр Бельский и президент-председатель правления банка ВТБ Андрей Костин.
Первый участок был открыт 25 декабря 2024 года.

### Второй участок ШМСД
Второй этап реализации Широтной магистрали скоростного движения (ШМСД) стартовал 18 июня 2025 года.
Строительная компания «Сотэкс» (входит в ГК «Балтрос») обязана организовать разработку рабочей документации и выполнение подготовительных работ на всём участке до 30 декабря 2027 года. В рамках подготовки территории планируется переустройство более 75 км линий электропередач, замена 14,8 км сетей водоснабжения и 4,5 км канализации, модернизация 8,8 км сетей связи и 10,1 км газопровода, снос зданий и сооружений, а также переустройство сетей ОАО «РЖД» у транспортного узла «Волковская».

## Финансовая сторона проекта
В сентябре 2024 года компания «Широтная магистраль Северной столицы» (ШМСС) опубликовала проект концессионного соглашения, оговаривающего порядок финансирования строительства и эксплуатации дороги и компенсации затрат частного инвестора (концессионера). Сметная стоимость строительства (до 2030 года) — 245.9 млрд. руб., из них 159.2 млрд. руб. —  капитальный грант со стороны государства, 86.7 млрд — взнос концессионера. Совокупная стоимость проекта в период эксплуатации дороги концессионером с 2029 по 2073 годы составляет 895.5 млрд. руб., из которых 329.7 млрд. руб. – затраты частного инвестора на строительство и обслуживание и покрытие сопутствующих кредитных обязательств, 565.9 млрд — затраты на эксплуатацию магистрали (в среднем от 10 до 30 млрд. руб. в год). Государство гарантирует концессионеру возврат средств, вложенных в проект, и определëнный минимальный гарантированный доход. Проезд по магистрали будет платным. В случае, если собранных с автомобилистов средств окажется недостаточно, оставшаяся сумма будет компенсироваться из бюджета. Согласно финансовому прогнозу, до 2047 года общий размер компенсации может составить 71.7 млрд. руб., после этого часть выручки от взимания платы за проезд будет перечисляться в бюджет.